# Syncolostemon madagascariensis
Syncolostemon madagascariensis là một loài thực vật có hoa trong họ Hoa môi. Loài này được (A.J.Paton & Hedge) D.F.Otieno mô tả khoa học đầu tiên năm 2006.